# یواس‌اس فلپس (دی‌دی-۳۶۰)
یواس‌اس فلپس (دی‌دی-۳۶۰) (به انگلیسی: USS Phelps (DD-360)) یک کشتی بود که طول آن ۳۸۰ فوت ۶ اینچ (۱۱۵٫۹۸ متر) بود. این کشتی در سال ۱۹۳۵ ساخته شد.